# 迷宮 (同人サークル)
迷宮（めいきゅう、ラビリンス）は、1975年に結成された日本の漫画批評集団である。漫画批評誌『漫画新批評大系』を刊行するとともに、世界最大級の同人誌即売会『コミックマーケット』や創作同人誌即売会『Manga Gallery & Market（MGM）』の創設母体となった。
現在はコミックマーケットからは分離している。ただし、創業者特権でサークル参加での抽選を永久免除されている（帳簿上は、コミックマーケット創設時に迷宮からの借金でまかない、それが現在でも残っている代償ということになっている）。

## 歴史
1975年4月、関西系の批評集団「構雄会」（同人誌名『漫画ジャーナル』）と関東にあった「CPS（コミック・プランニング・サービス）」（同人誌名『いちゃもん』）の中心メンバーが合流して新宿のマンモス喫茶店『カトレア』でグループを結成したのが全ての始まりである。
結成メンバーは亜庭じゅん、原田央男（霜月たかなか）、米沢嘉博、高宮成河、式城京太郎の5人。亜庭と高宮が『漫画ジャーナル』、原田と式城が『いちゃもん』のメンバーであり、米沢は新グループ発足に当たって原田から勧誘されてメンバーとなった。この時点で主要メンバーの大半は大学を卒業して新社会人になっており、今後もファン活動を続けるかという岐路にあったが、新グループを結成して「延長戦」を戦うことを選択した。「延長戦」は原田がそれまでの活動で培ってきた人脈をフィールドとして始められ、亜庭がゲームを主導する形になっていった。
また全員がCOM世代であり、『COM』の自壊を目にしながら不満を口にするだけだった自分たちへの深刻な反省から自らを「運動体」と規定し、まんがファンとしての「自分たちの場所」を作り出すことを目標として、漫画批評誌の発行、および新たな形でのイベント創出を2本柱とした。ちなみに亜庭じゅんが漫画批評誌『漫画新批評大系』の編集責任者、原田央男が同人誌即売会『コミックマーケット』の代表、米沢嘉博は両者のサポートという体制であった。後年原田が代表を辞任した後は、米沢がコミックマーケットの二代目代表となり、亜庭は創作同人誌即売会『MGM』を主催した。全活動を一貫していたのは一介のまんがファンでしかないアマチュアに一体何ができるのかという意識だった。

### 漫画大会批判
迷宮の活動は先ず言葉を生み出す場所を作ることから始まった。漫画批評誌は亜庭じゅんを主筆とし、山上たつひこの『喜劇新思想大系』に倣い、誌名を『漫画新批評大系』とした。創刊準備号は日本SF大会を模した日本漫画大会に合わせて発行される手はずとなっていた。
ところが、『迷宮』同人の知人女性が、漫画大会を批判したとの理由で参加を拒否される事件が起こった。批判内容は、漫画大会の警備員に「態度がおーへい」な人物がいたこと、そして「内容がつまらない」と評したことだったが、漫画大会の運営はこの批判に「開催目的にそぐわない意識を持つ者の参加は認められない」「委員の血と汗と涙に対する重大な屈辱」と主張した。
迷宮はこの事件を重く見て、「漫画大会を告発する会」を結成し、大会事務局に説明を求めると共に、漫画大会の内情を告発するレポートを発行した。さらに、抗議に対して黙殺を続ける漫画大会に見切りを付け、主催者を含めた全員が平等であることを原則とする新たなイベントの創出を急務と認識させた。

### 漫画新批評大系の刊行

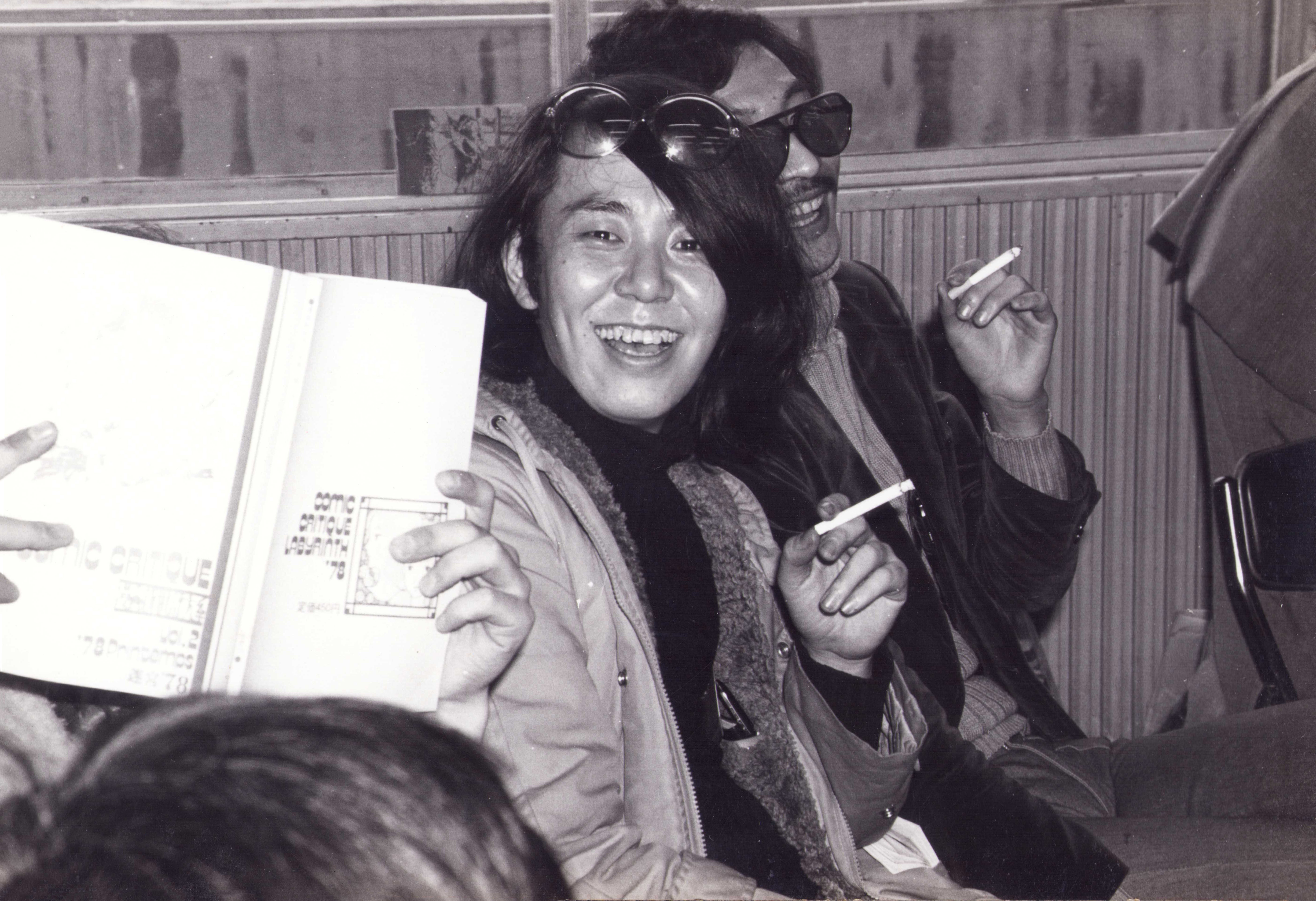
『漫画新批評大系』主筆・編集人の亜庭じゅん（C8）

『漫画新批評大系』創刊準備号は、自らを「運動体」とする亜庭の『マニア運動体論』をマニフェストとしてメインに据え、原田が萩尾望都研究会『モトのトモ』の主宰であったこともあり、山上と並んで同人に評価の高かった萩尾の『ポーの一族』のパロディ『ポルの一族』も掲載された。それは、パロディもまんがへの有効な批評の一つの形態だとする意識と共に、読者に受け入れられるために内容の硬さを冗談で緩和する目的だったが、「まんがで遊ぶ」ことの提示でもあった。この真面目と冗談の入り交じった誌風は最後まで維持されることになったが、同様の気分はコミックマーケットにも持ち込まれることになった。
青焼きコピーで発行された創刊準備号は漫画大会で約100部が完売し、さらに100人以上の予約購読者を得た。
批評誌を出すに当たって、批評の方法として、先行する世代の批評に見られた既存の価値や概念にまんがを沿わせる手法を排して、「まんがをまんがとして語る」こととし、従来の言葉に頼らない自前の言葉を作っていくことを方針とした。漫画批評誌の主筆として亜庭じゅんは質量ともに並外れた筆力を示すと同時に編集者としての構想力を発揮し『漫画新批評大系』刊行の持続的な原動力となった。夏の創刊準備号に続いて秋の創刊号はほとんど全てのページを一人で埋め、周囲を驚かせたが、グループを結成したその年の冬に第3号まで刊行する爆発的な生産力を示し、更に周囲を驚嘆させた。
亜庭によって書かれた評論自体も他を圧倒した。まんがの歴史的な流れのなかでの作家の意味を示し、その作家の個々のまんがを繊細に読み解きながら作家の作品史を辿ることで浮かび上がる作家の微妙な変化を掬い上げ、作家と作品が身にまとう「スタイル」と、それを読んでいる自分との間で揺れ動くまんがの意識を捉えようとした。意味論にも構造論にも偏らず、まんがの「スタイル」に身をさらす言葉は、読む者にとってまんがを新しく別な目によって再発見する快感を伴った「体験」だった。まんがを読み続けてきた蓄積を基にして日々目の前に現われる「いま」のまんがに寄り添うことで生まれる思考と言葉は、「まんがとはこんな風に読めるのだ」という個人的な切実さを伴ったレポートであり、「まんがとは読むに値するものだ」という読者へのメッセージでもあった。確信を伴ったこのメッセージは、変わっていくまんがを前にして大人の入り口で立ち止まっている読者に強い共感をもって迎えられ、批評誌としての『漫画新批評大系』への支持と信頼に繋がっていった。
亜庭じゅんを中心とした迷宮同人達の言葉は常に「まんがを読む自分とは」という問いを含んでいた。それは後に「ぼくら語り」という揶揄を交えた評語により「世代的自閉」と「他の排除」として批判されることになるが、これらの批判に亜庭じゅんは既に「『ぼくら』はCOM世代でも全共闘世代でもない。自分がまんがにとらわれていると自覚したものたちが、同じくとらわれていると自覚したものたちを予感する時たちあらわれる幻のことだ」と簡潔に答えてしまっている。更には「ニューコミック」を論じて、「戦後まんがとは、史上初めて、『少年・少女』を対象として成立した、世界性を持ったジャンルだった。その意味は世界史的なものかもしれない」と30年以上の時を隔て、クールジャパンと言われるものを突き抜けてその先にまで届く認識を示している。
亜庭の評論は同人たちに影響を与えるとともに対抗心を抱かせ、米沢は「亜庭じゅん」をもじった「阿島俊」をペンネームとし、原田は後年「アニメ・ジュン」をペンネームとした。亜庭自身もペンネームを使い分け、主に少女まんがを扱う場合は「亜庭じゅん」を、女性の視点から少女マンガを見る場合は「かがみばらひとみ」を、少女まんが以外を批評する場合は「葉月了」を使った。
『漫画新批評大系』の刊行は3期に分かれる。
快調な滑り出しを見せた『漫画新批評大系』の第1期は亜庭の「マニア運動体論」を連載しファン活動の実体を個別に評価・批判しつつ自らの位置の測定と考察を行ない「運動」の今後への展望を探った。並行して萩尾望都を中心とした24年組による少女まんがの変貌を積極的に評価した。第1期の終わりに刊行されたCOM特集号はとりわけ力のこもった号となった。
第2期では「戦後少女マンガの流れ」を連載し歴史的なパースペクティブのなかで現在の少女まんがを捉えることを試み、個々の作家への評論と合わせて当時少女だけに読まれるものという意識が主流だった少女まんがへの認識を変えることに大きく寄与した。通巻10号では24年組が少女まんがに残した意味とそれを置き去りにしていこうとする少女まんがの現在とを取りあげて衝迫した号となった。少女まんが以外でも「三流劇画」という言葉を最初に使用し、その特集を迷宮同人の川本耕次が組むことで三流劇画ブームの起点となった。
第3期ではCOM以後のまんがの多様性を「ニューコミック」という概念で提示し、「ニューウェーブ」という言葉の更にその先を見ようとした。他にも当時の新雑誌の刊行ブームのなかで各編集部へのインタビュー特集や、まんがとその映像化との関係について特集を組んだ。
亜庭以外の同人も精力的に評論を掲載し誌面の充実をみたが、同人以外にも外部に寄稿を依頼し、評論では村上知彦、有川優、中島梓、高取英、小谷哲、川本耕次、竹内オサム、コラムでは飯田耕一郎、増山法恵、まんが実作では高野文子、柴門ふみ、たむろ未知、吉田あかりが寄稿した。編集者の途に進んだ迷宮周辺のサポーターとして川本耕次（Peke/少女アリス）、佐川俊彦（JUNE）、中原研一（コミックアゲイン）、橋本高明（劇画アリス）、赤田祐一（Quick Japan/Spectator）等がいる。また大塚英志も「大塚エージ」というペンネームで読者投稿を行なっている。『漫画新批評大系』本誌以外の叢書として『萩尾望都に愛をこめて』、『ときめき』（千明初美作品集）、『シングル・ピジョン』（さべあのま作品集）を刊行した。
『漫画新批評大系』は時々のまんがの情勢をムーブメントとして捉えることを特徴とした。ファン活動も頻繁に紙面に取りあげ、コミックマーケットの開催と絡みながら、COMの総括、同人誌特集や同人誌作家の作品掲載を行いファン活動の活発化と意義の形成に力を尽くした。部数は最盛期で2000部近くに達した。当時としては破格の部数であった。
1981年のvol.15を最後に『漫画新批評大系』の刊行は中断したが、7年間の刊行期間を通じてまんがの「いま」を言葉で提示することにより、読者にとって単なる批評誌であることを越えてまんがのジャーナリズムを形成する拠点であり続けた。

### コミックマーケットの開始

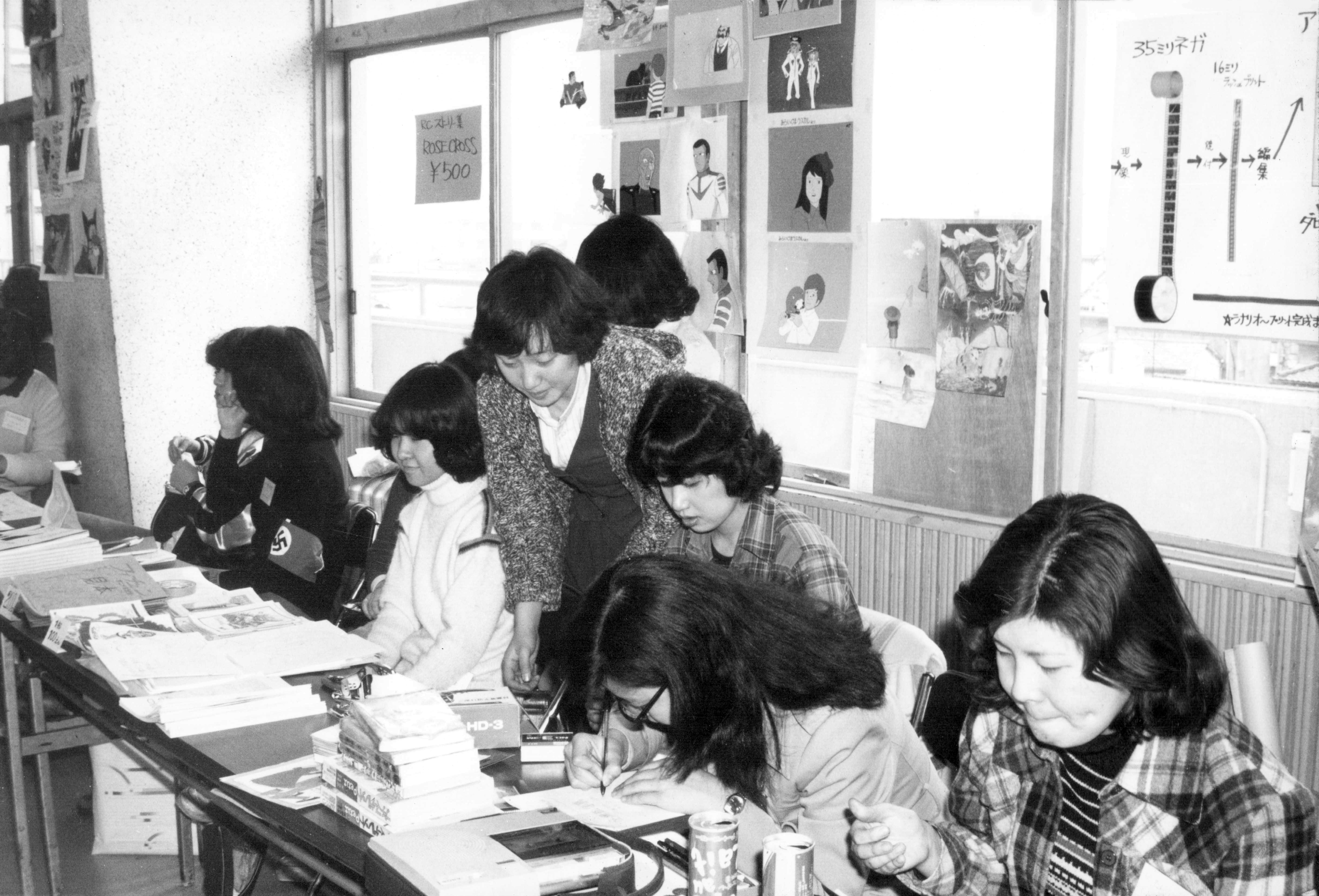
大田区産業会館で開催されたコミックマーケット8（1978年4月2日）

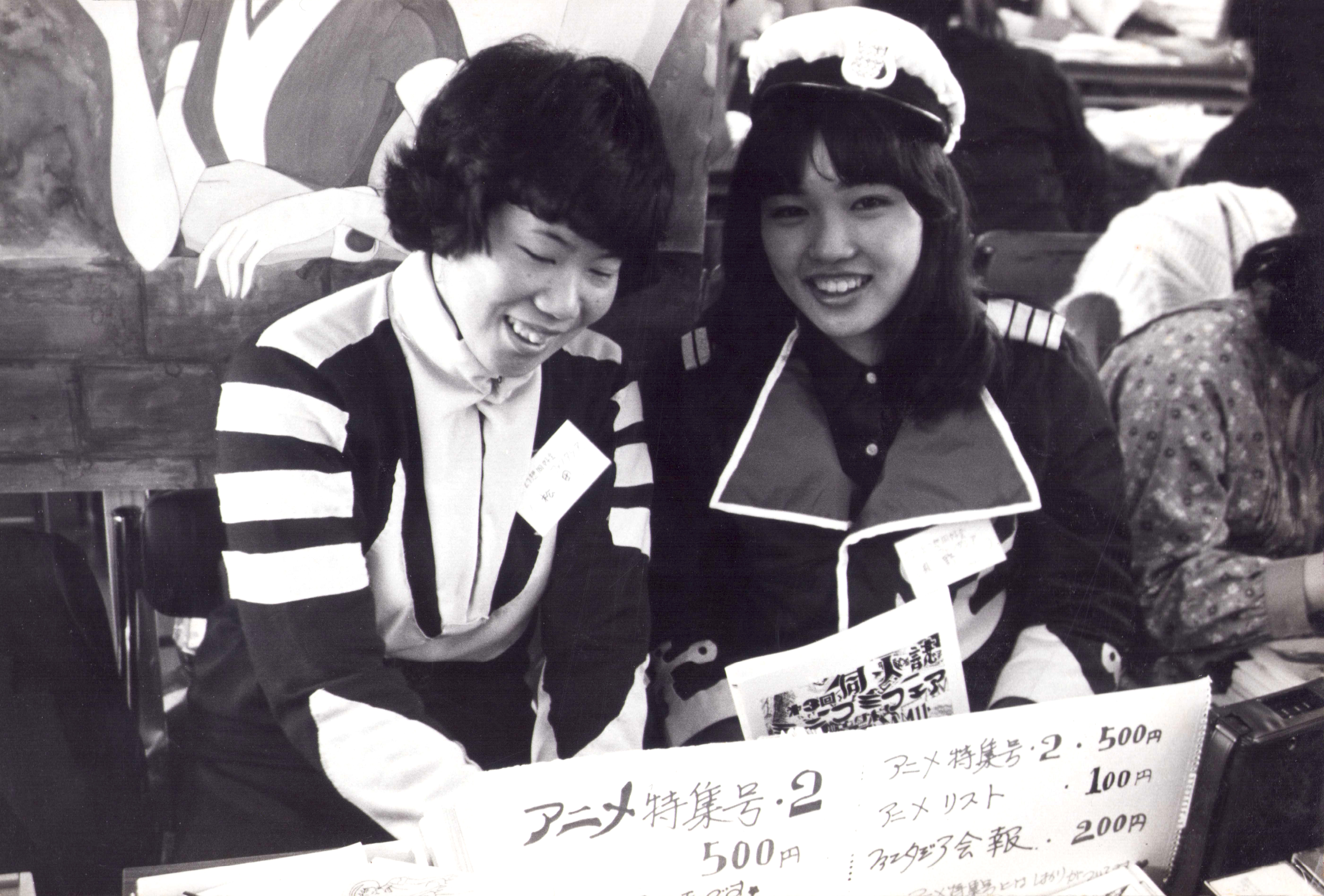
C8に参加した最初期のコスプレイヤー

『漫画新批評大系』創刊準備号の漫画大会での成功や、これまでに培った人脈をテコに、迷宮は新たなイベントの実現に動いた。これがコミックマーケットである。同人誌即売を一つのイベントとして開催するのは、日本で初めての試みだった。コミックマーケットの主催は参加するサークルが構成する「コミックマーケット準備委員会」ということになってはいたが、実質は迷宮そのものだった。
全国の漫画研究会に参加を求めるダイレクトメールを送り、友人知人にも呼びかけ、ようやく32サークルの参加を確保。1975年12月21日、原田央男を代表として第1回のコミックマーケットが東京・虎ノ門の日本消防会館会議室で開催された。原田はささやかに始まったコミックマーケットの継続に意を砕き、1979年のC12までの代表を務めコミックマーケットの基礎固めを行った。原田が代表であった期間は規模が小さいこともあり、マーケットという形はとりながらも一面では高揚するコミューンの気分も溢れていた。原田はコミックマーケットはあくまでサークルの自由な総意として開催されるという原則を崩さなかった。サークルを「企画参加者」、一般入場者を「一般参加者」と呼び、それにサークルの総意を代表する主催者及びボランティアスタッフを加えて、コミックマーケット全体が立場を超えた平等な「参加者」で構成されるとした、コミックマーケットのデフォルト意識である全てが参加者だとする「総参加者主義」は原田時代に作られた。事前集会を行い、会場の準備や撤収は参加者が自然にボランティア参加し、閉会時にはサークルとともに反省会を開き、毎回レポートを発行、経費も公開した。自主性を重んじた「自分たちの場所」として参加サークルの一体感の維持を計ったが、次第に二次創作とファンクラブの無際限な増加による規模の拡大に違和感を覚え、周囲からの慰留の声を振り切って代表を辞任するに至った。ただし原田時代に固められた、総参加者主義、非営利、ボランティアスタッフ、参加サークルの無選別、事前集会、毎回のレポートといったコミックマーケットの基本フォーマットはそのまま次代に引き継がれていった。

### 米沢コミケットと亜庭MGM
原田が代表を辞任した直後のC13は代表不在のまま開催された。C14から二代目の代表には米沢嘉博が就任し、2006年に死没するまで一貫して代表を務めた。米沢が新代表に就任する前後から拡大する規模に対して運営の改善が追いつかず、同人誌の即売会という機能そのものが危うくなっていた。亜庭じゅんは対立が決定的になる前に方針を示すことを米沢に促していたが、米沢は積極的な収拾を行わず曖昧な態度に終始した。運営の限界と内部対立を抱えながらコミックマーケットは何時崩壊してもおかしくないバランスのなかでかろうじて維持されていた。1980年には、亜庭じゅんが「代表」という開催者を置かない形で、創作漫画専門の同人誌即売会「まんが・ミニ・マーケット」をコミックマーケットの補完を目的として開催を始めたが、コミックマーケットとまんが・ミニ・マーケットとが補完関係を保っていた時期は短かった。それはコミックマーケットが川崎市民プラザで開催されていた1980年春から1981年春にかけての一年間にすぎなかった。1981年夏から秋にかけて規制強化派によるクーデター騒動が起った。米沢は一時は引退まで考えたが代表の継続を選択した。結局コミックマーケットは二つに分裂し、規制強化派はコミックマーケットから分かれることになった。亜庭じゅんは、以前から準備会内部で顕在化していた不満を放置することで分裂騒動を起こし、結果的にせよ「昨日までの仲間を切り捨てる」ことになった米沢の行動を厳しく批判した。その後、米沢からの反論は遂になかった。
会場を晴海に移した米沢は1982年夏のC21で「コミケットマニュアル」を作り、「準備会」を運営組織としてサークルから分離し独立した主催主体とした。原田時代の総参加者主義を「理念」として掲げ、サークルから切り離された主催主体として参加者の一員となった「準備会」は、開催の責任は負いつつコミケットの生み出すものについては関知しない立場を明確にした。それは迷宮が掲げた「運動体」であることの放棄でもあった。この時点で米沢の迷宮の一員としての立場とコミケット代表という立場も分離され、迷宮はコミケットの運営から消えることになった。晴海に落ち着いてからの米沢コミケットは、まんが以外の表現に関わるものも全てを受け入れながら急激に膨張を重ね、次第に「おたくの祭り」の色を濃くしていった。
さらに1984年には法人組織の「株式会社コミケット」（のちに有限会社、特例有限会社に）を設立し、「準備会」とは別に法人組織を設立することで原田時代の「非営利」もまた曖昧なものになった。
まんが・ミニ・マーケットは1981年にMGMと改称、82年春のMGM8からコミックマーケットと入れ替わるように都内の産業会館から川崎市民プラザに会場を移した。晴海でのコミックマーケットのなし崩しの変質に対応し、補完の立場を離れた一個の独立した即売会として迷宮主催で開催を続けた。原田時代の「運動体としての迷宮」はコミケットから消え、MGMが単独で引き受ける形になった。膨張し続けるコミックマーケットは「マーケット」であることに重点を置かざるを得なくなり、フラットな市場を維持し続けることが至上課題になっていった。参加の希望をすべて受け入れることの結果として、現状を追認しながら市場としてどこまで拡大していけるかというコミックマーケットの路線に対して、MGMは即売会の主体が「創作同人誌」であることに重点を置き、代表という立場の主催者を置かず、「即売会は単なるイベントではなく、作品が生まれる場であり、共に伸びていく場だ」という認識を基本とした。そのための「お祭り」ではない創作のための「日常的」な場所として隔月の開催を実践した。コミックマーケットの「プロもアマも」という姿勢に対して、「プロでもなくアマでもなく」第三の場としての即売会を目標とした。亜庭じゅんも「MGMスタッフ」を名のり、スタッフの一員である立場をとり続けた。
MGM開催毎に発行するMGM新聞とともに、お茶の水駅前の喫茶『丘』で定期的に開くMGM集会を、スタッフ、サークル間のコミュニケーションの場とした。当時各地に生まれていた即売会とも連絡を取り合い、特に名古屋の『グループ・ドガ』が主宰する『コミック・カーニバル（略称コミカ）』、松山の『まんがせえる（略称せえる）』との連携を重視した。『コミカ』はMGMよりもなお厳密に「創作」にこだわり、『まんがせえる』はコミケットやMGMから既に失われてしまった「みんなで作る即売会」を実践していた。お互いの即売会に自分の即売会に参加した同人誌を持ち込み紹介しあうことで即売会と同人誌の濃度と質の向上を目指した。それらの即売会が相次いで終了した後も、規模の拡大に足をとられることを拒否し、単純に市場であることよりも同人誌がやりとりされる場としてのありかたを模索しつつ開催を続けた。即売会と同人誌のメディアとしての可能性とコミュニケーションの方法を様々な試みで実験し、「フォー・レディース」（運営・参加サークル女性限定）、「アダルト・オンリー」（一定年齢以上のサークルのみ）、「イン・パーソン」（個人誌・二人誌限定）、「ザ・ギャラリー」（原画展示併設が必要）、「オフセット・オフ」（オフセット印刷の参加不可）、「ア・ロング・ロング・ストーリー」（50枚以上の長編限定）、「とんでもねえ本大会」（形態や内容がとんでもない本）を、通常のMGM開催の間を縫って特別版として企画・開催し、主催する側とサークルとの間に信頼さえあれば、即売会の形はどのようにでも変化できることをアピールしながら参加サークルに刺激を与え続けた。

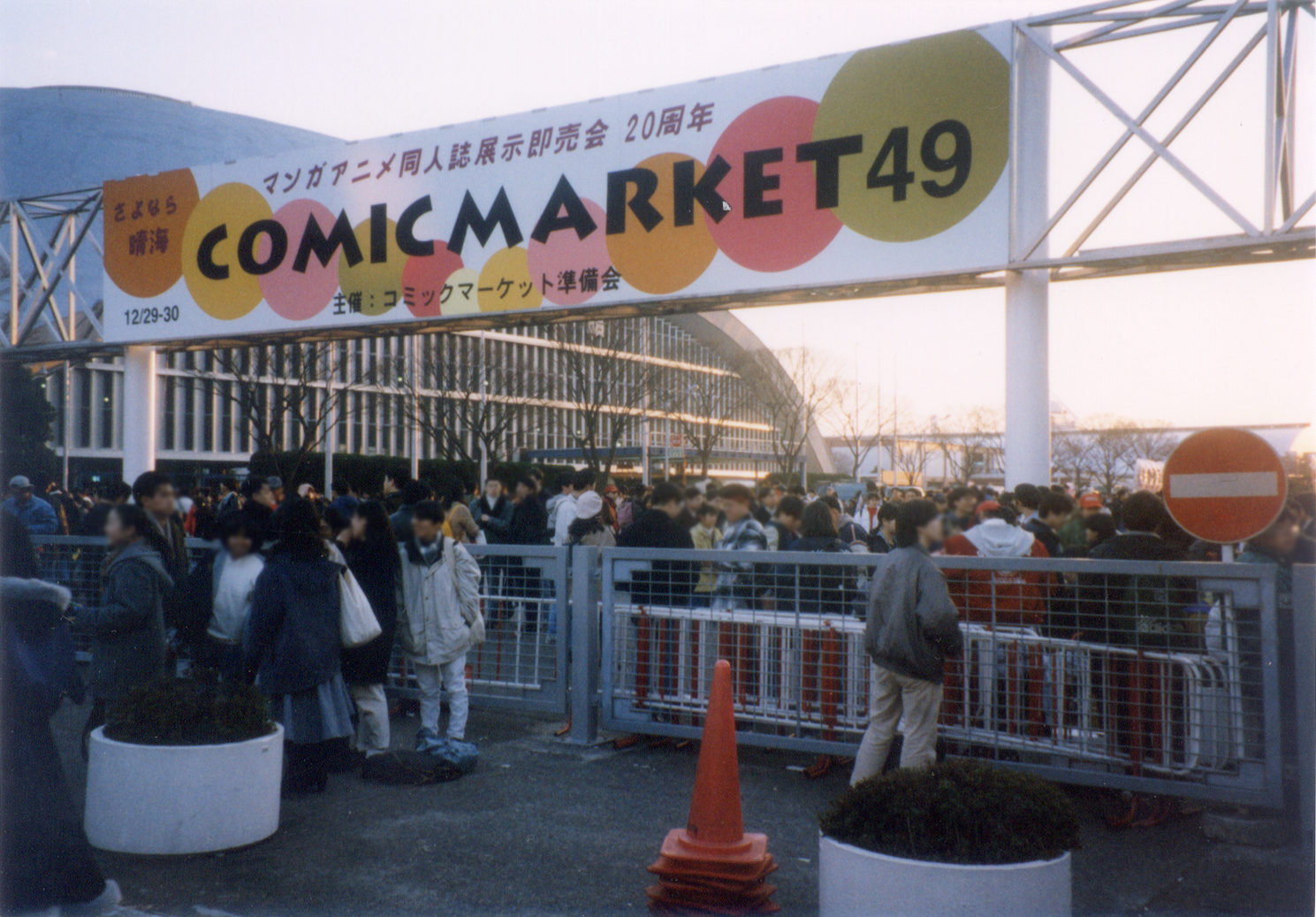
晴海で最後に通常開催されたコミックマーケット49（1995年12月30日）

80年代後半から90年代にかけて、コミックマーケットが晴海で起こした同人誌バブルにMGMも無縁ではなかった。会場の容量を超えた参加希望を捌ききれず、長机一つに3サークルを割り当てる荒技を使っても会場から溢れるサークルの参加を断るケースが相次ぐ事態を迎えたが、規模を拡大することで起こる即売会の変質を拒み、MGMは会場を移そうとはせず頑強にそこに留まり続けた。会場を移しながら膨張を続ける米沢コミケットに対して、頑なに一点に留まろうとした亜庭MGMは鮮やかな対照を見せたが、それは同人誌バブルに押し流されない「定点」であろうとする強い意志だった。
その後、MGMの模倣から始まったと自称するCOMITIAが「日本最大の創作同人誌即売会」を標榜し、MGMから溢れるサークルを吸収しつつ徐々に参加サークルを増やしながら、コミケットの後を追って規模を拡大していく路線を鮮明にしたが、それに対してもMGMは動くことのない定点に留まることを選んだ。
やがて同人誌バブルは抵抗し続けるMGMだけをその場に残して他に移り、MGMは同人誌の波と無縁の場所として存続した。波が去ったあとのMGMには固いコアだけが残り自律的な変化を起こす芽の多くは波とともに流されていった。バブルは常態となり、常態となることによる同人誌そのものの変容と即売会への意識が溶解していく過程のなかで、次第にMGMは縮小の道を辿った。縮小の道を辿りつつも参加サークルとともに粘り強く開催を続けた。その後、即売会自体が全体としてゆるやかな創作サークルであるような形態を取るに至り、即売会のありかたの一方の典型を示すことになった。コミックマーケットに次ぐ歴史を持ち、その歴史を通じて創作系同人誌にとって、コミックマーケットの喧噪とは違った穏やかな「顔の見える」即売会として長く貴重な存在だった。会場としていた川崎市中小企業婦人会館が閉館となり、開催は2007年3月の97回を最後に中断した。
一方のコミックマーケットは規模の拡大の限界に行き着き、身動きできない状態の中で、参加希望するサークルを抽選で振り分け、更には表現の自主規制を行なわざるを得ない事態を迎えている。両方の実験はそれぞれ明快な答えが出せるものではないが、同人誌即売会のあり方をそれぞれの方法で模索することは「運動体」としての迷宮の必然だった。
原田コミケットから米沢コミケットへと連続してコミケットは続いたように見えるが、実際は代表の交替による断絶があった。原田の辞任後に開かれたC13の代表不在はその断絶を示している。この断絶を経て原田コミケットは米沢コミケットと亜庭MGMの二つの即売会に枝分かれした。それは枝分かれすることによって原田の時代に胚胎した矛盾を分解し、それぞれが一方を引き受けるための「迷宮のケジメ」としての結果だった。米沢コミケットは1980年から2006年、亜庭MGMは1980年から2007年、誤差はあるもののほとんどピタリと重なるこの期間の間、グループとしての実体を失った『迷宮』は二つの即売会が作り出す距離の間を浮遊する見えない「潜在意識」として存在し続けた。この潜在意識は同人誌即売会の意味を問い続け、結果として二つの即売会は、二十数年の間お互いの周囲を巡る連星軌道を描き続けることになった。

### その後

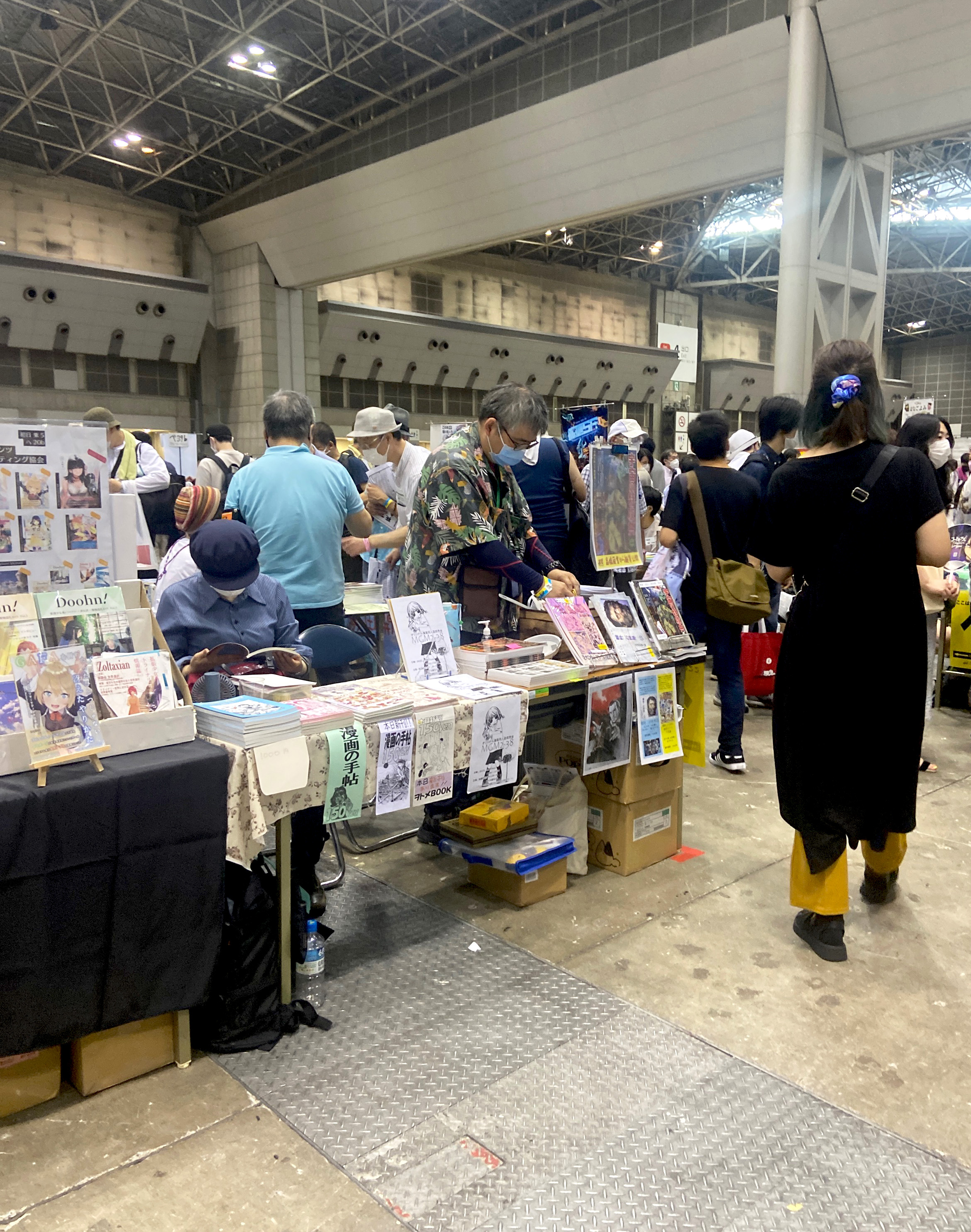
記念すべきC100に参加した『迷宮』のスペース。迷宮のオリジナルメンバーは全員欠席した。2022年（令和4年）8月13日に東京国際展示場で撮影。

迷宮のグループとしての実質的な活動は『漫画新批評大系』の発行とコミックマーケットの開催が両輪として噛み合っていた1975年から1980年までの期間と見ることができる。その6年間の活動で、まんがを語る言葉を作り出しながらCOM以後のまんがの流れを集約し、同人誌即売会というまんがファンのメディアを生み出すことにより「COM後」のファン活動の内容を決定的に変え、それを80年代以後に繋いだ。全員が全速力で走り続けた「奇跡の6年間」だった。
原田央男は、コミックマーケット初代代表の辞任後、アニメ評論家に転身してまんがとの関わりを絶ち、亜庭じゅんは『漫画新批評大系』の休刊後、コミックマーケットと距離を置きながらMGMの開催を続けた。高宮成河は、関西の独立系出版社・株式会社チャンネルゼロから村上知彦、峯正澄らと『季刊まんがゴールデンスーパーデラックス・漫金超』を5号まで刊行し以後沈黙を守った。米沢嘉博は、漫画評論家としての活動とともに、コミックマーケットの代表を死の直前まで務めた。コミックマーケットの開催ごとに用意される『迷宮』のスペースは、若くて貧乏で無名だった彼らの「運動」の小さな記念碑でもある。
2006年10月1日に米沢嘉博が死去し、通夜には原田央男が駆けつけた。四半世紀を越す時間を隔てた無言の再会となった。翌日の葬儀では亜庭じゅんが米沢の棺を担いだ。既に予定されていた5ヶ月後のMGM97以後、亜庭じゅんによってMGMが開催されることはなかった。そして、コミックマーケットは市川孝一、筆谷芳行、安田かほるによる共同代表制に移行した。
2008年12月、霜月たかなか（原田央男）による『コミックマーケット創世記』が上梓された。米沢没後に無責任な放言が跋扈することに危惧を持ち正確な記録を残すことを目的とした。記録の正確を期すために当時の関係者一同を招いた「記録集会」を2007年から2008年にかけて本郷の更新館にて4回に渡って開いた。4回ともに徹夜の集会となった。「記録集会」にはオブザーバーとしてCOMの元編集者も招かれた。

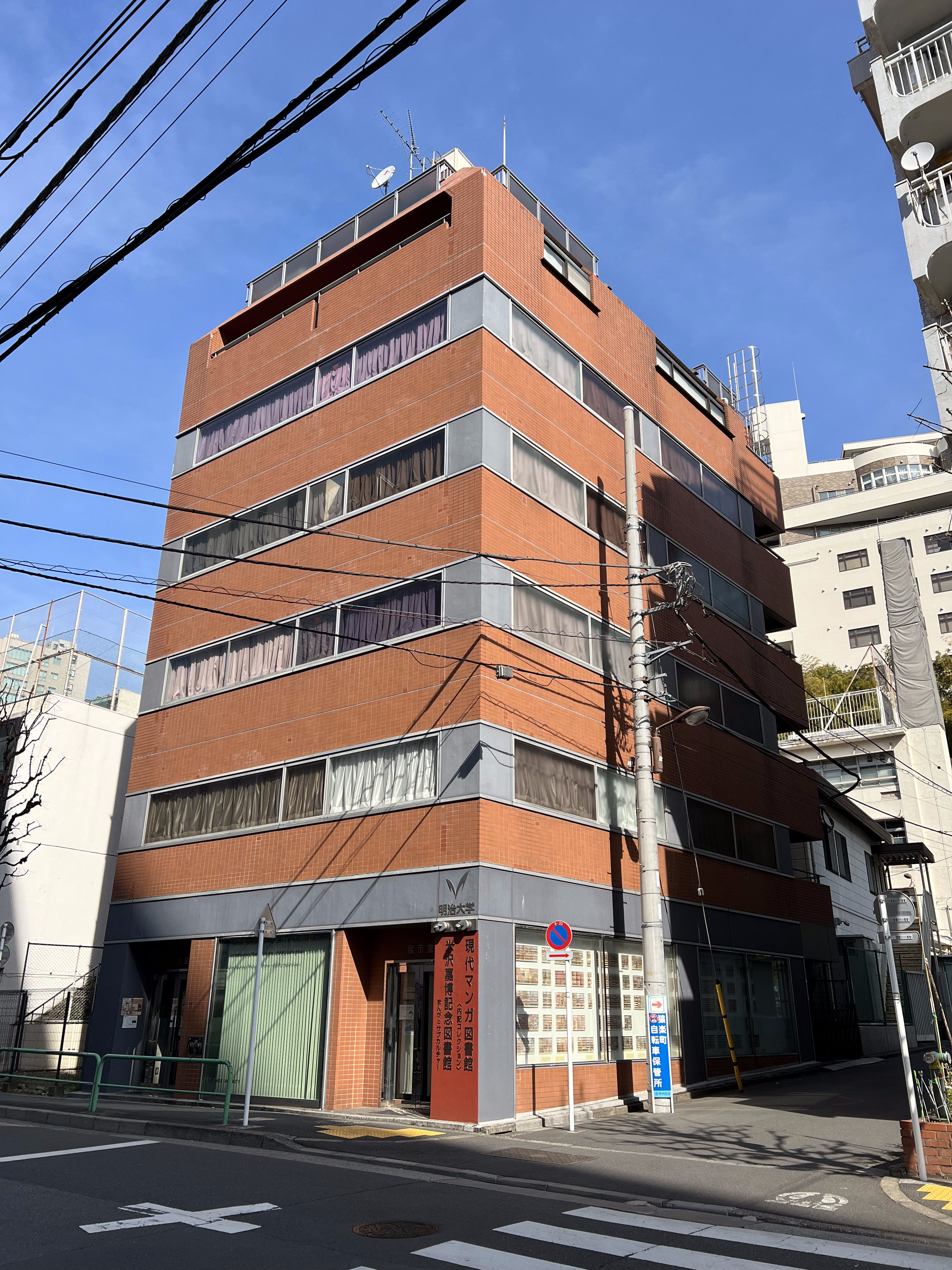
明治大学附属米沢嘉博記念図書館

米沢の没後4年を経た2010年10月23日に、米沢嘉博記念図書館にて「コミックマーケットの源流」展の関連イベントとして行われたトークショー「コミケ誕生打ち明け話」に亜庭じゅん、原田央男、高宮成河の三人が出席した。迷宮として公開の場に顔を揃えるのは30年ぶりのことだった。会場には三人に並んで米沢の席も設けられていた。世話人を務めた森川嘉一郎はTwitterで「ほとんど宿命のようなトークショー」と記した。
トークショーから3ヶ月後の2011年1月21日には亜庭じゅんが鬼籍に入った。没後3ヶ月が経った4月24日、亜庭じゅんを偲ぶ会が、迷宮'11と亜庭夫人との共催で、東京・山の上ホテルで開かれ、多くの友人知己が集まって故人を偲んだ。会の前半の受付は米沢の妻・英子と安田かほるが務めた。
2012年1月22日に、板橋産業連合会館に会場を移し、亜庭じゅんと共にMGMを支えてきた長谷川秀樹と往時のスタッフによってMGM98が開催された。
亜庭じゅん没後一周忌を期して高宮成河・原田央男編集による亜庭じゅん遺稿集・『亜庭じゅん大全』が、30年ぶりの『漫画新批評大系』vol.16として刊行された。表紙カバーを亜庭が「一番好きなまんが家」と言っていた樹村みのりのイラストが飾り、村上知彦と原田央男がそれぞれに亜庭じゅんの「言葉」と「同人誌即売会」への評言を寄せた遺稿集はA5判2段組み・800ページを越える大冊となった。2011年冬のコミケットで部数限定で先行発売したが、2012年1月22日、一周忌の翌日のMGM98が正式の発売日とされた。
2013年1月27日、100回目のMGMが開催された。その事後集会で「迷宮主催とする即売会はこれを最後とする」と宣言され、亜庭じゅんのMGMは完結することになった。続いてMGMの古くからのスタッフである壬生頼之によって新しい同人誌即売会をMGM2.0として起動することが参加サークルの賛同によって決定した。MGM100のカタログには長谷川秀樹、亜庭夫人の挨拶と共に、亜庭じゅんのコミケット17での発言の採録、高宮成河と原田央男の原稿も掲載され、亜庭MGMの最後を締めくくるカタログとなった。
迷宮の手を離れた「MGM2.0」は、初回となるMGM2.01が2013年9月8日に開催され、2021年7月時点でも存続している。

## 補遺

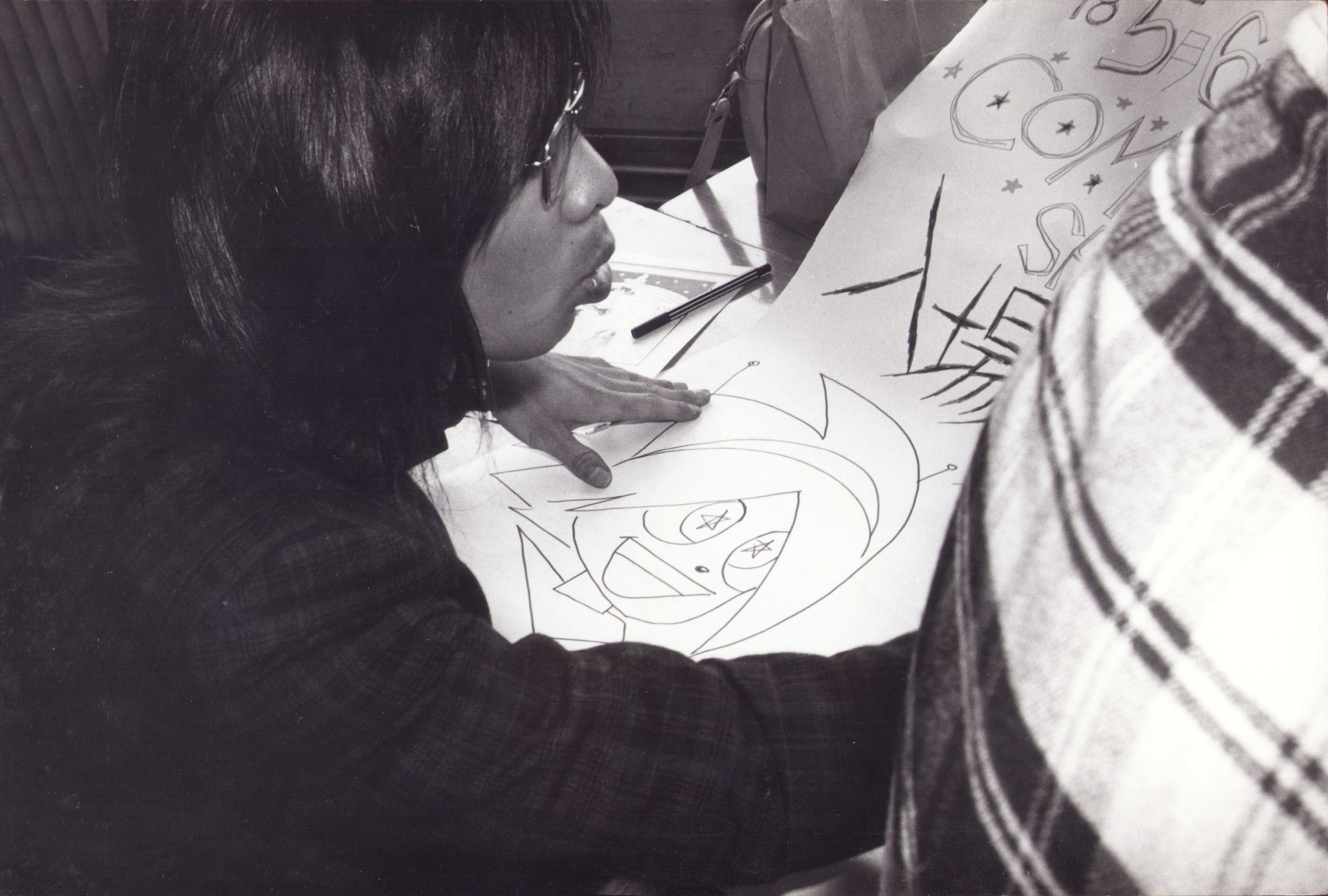
コミケット赤字救済イベントとして企画された「コミケットスペシャル」（四谷公会堂／1978年5月6日）の準備に動く式城京太郎。ポスターには初期コミケットで使われていたマスコットキャラクターの「コミケット坊や」が描かれている。

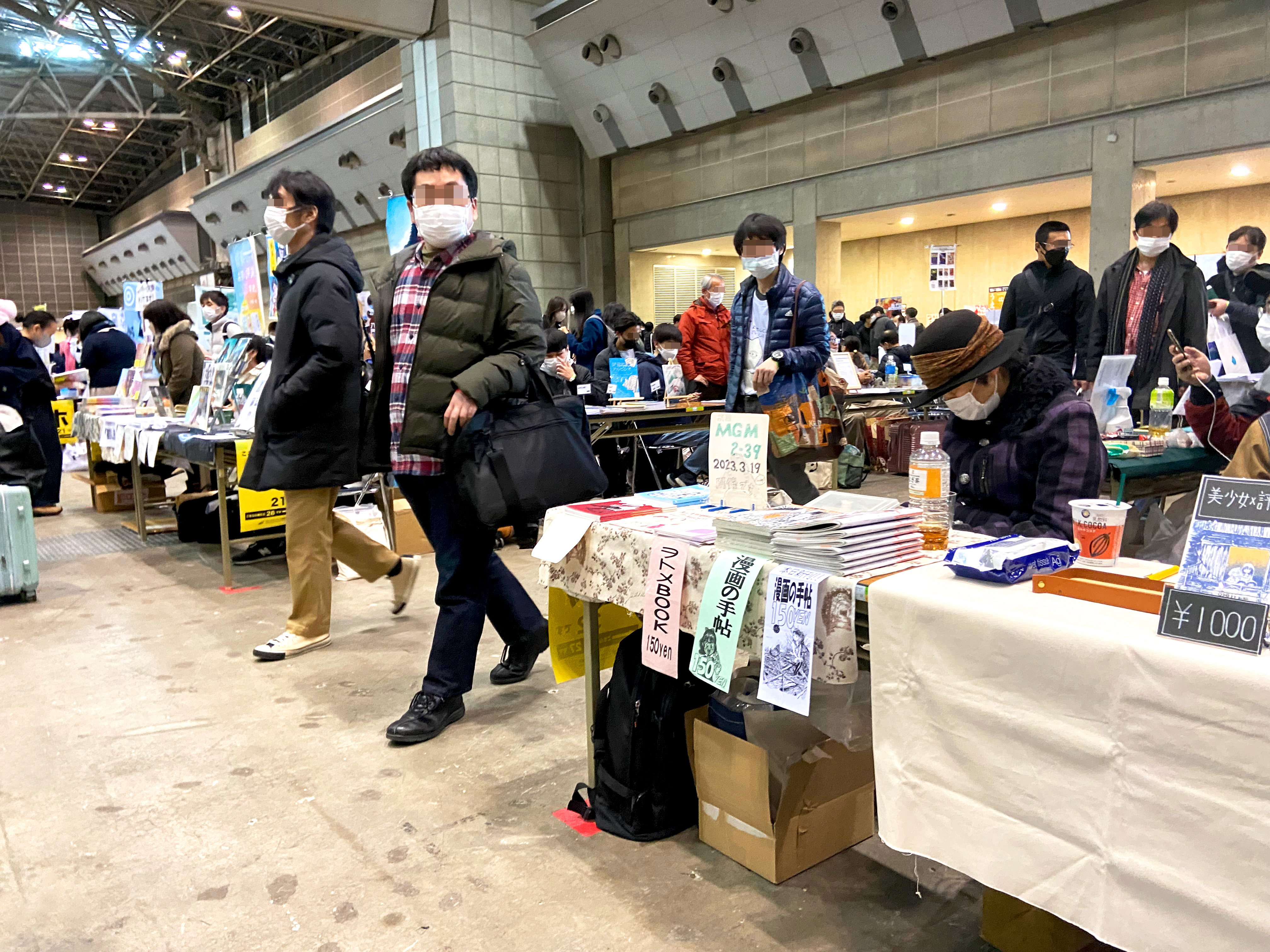
C101に参加した迷宮'22。迷宮代表の原田央男はコロナ禍下における有料チケット制でのイベント開催に異論を呈してC101は欠席した。その間、サークル代理人は堀内満里子が務めた。（2022年〔令和4年〕12月31日／東京国際展示場東展示棟にて）

- 実際の活動では、同人誌の発行年下2桁をサークル名の末尾に付けている。たとえば、1975年の第4回日本漫画大会に参加した時は「迷宮'75」。しかし、2009年のC77では「迷宮109 (メイキュウイチマルキュウ)」という誤った名で参加する椿事が有った。
- 初期のコミックマーケットでは、迷宮で描かれたキャラクターがそのままマスコットの扱いを受けていた。しかし、運営の分離と共に使われなくなった。
- 迷宮の同人は、複数のペンネームを使い分けていた。これは、いかにも大人数が寄稿しているように見せかけるためであった。
- 「コミックマーケット準備委員会」は即売会の開催ごとに結成・解散されることを前提としていた。これは日本SF大会の採っている方法と同じであるが、実は白土三平の描く忍者組織をイメージしていたとされる。
- 迷宮は会員制サークルではなく、原田央男によれば「そこに集って運動をなす者が構成員となるいわば『場』であって、その場に集う者が状況の中心となることを目指す」ことが活動の根幹にあり、その代わり「活動の責任を負う構成員」として自分たちがいたと述懐している[10]。そのため迷宮の集会に参加していた川本耕次は「迷宮の同人」と言われることについて「厳密に言うと若干違う部分もある」という認識を示しており[128]、これに関して式城京太郎も「喫茶店で毎週集まっては集会っていうか、色んな人が入れ代わり立ち代わり、そのまま去らない人もいるんですね。ただその人達が迷宮かというとはっきりしてなくて、実際に作業をする時はいなかったりするんです。作業を手伝う人がコアメンバーかというとそれも違って、活動方針の話をするとサーッといなくなったり」と語っている[129]。
- コミックマーケットで第1回目から途切れ目なく参加を続けている皆勤サークルは「迷宮」のみ。ただし、2019年のC95では申し込みミスによりスペースを獲得できず、イベントが始まって以来初となるスペースなしでの参加となった[130]。これについて「迷宮」スペースを守っている堀内満里子（火野妖子）によれば、コミックマーケットと「迷宮」が分離した後も、かつては「迷宮」のスペースが準備会の計らいで確保されていたというが、年月が経過する中で「存在を忘れられてしまった」と述べている[131]。現サークル代表の原田央男も『コミックマーケット創世記』で現在の「迷宮」が置かれた状況を次のように語った[132]。

## 関係者一覧

### 迷宮オリジナルメンバー
- 亜庭じゅん（葉月了） - 『漫画新批評大系』主筆・編集人。1975年から2011年まで迷宮代表[133]。
- 原田央男（かみしま永） - コミックマーケット準備会初代代表。2011年から迷宮代表。
- 米沢嘉博（相田洋） - 亜庭と原田の助手。のちにコミックマーケット準備会2代目代表。
- 高宮成河 - チャンネルゼロ刊『漫金超』編集者。ウィキペディアの当該記事を執筆[134][135]。
- 式城京太郎 - 漫画大会を告発する会の担当者[42]。のちに迷宮から離れる[136]。

### 迷宮＝初期コミックマーケット/MGM関係者
- 明石良信 - コミックマーケット防火管理責任者。「迷宮」の結成現場や第1回コミック＝マーケットの開催に立ちあった最長老スタッフ。亜庭じゅんは「コミックマーケットの発案者/命名者」としているが[137]、本人は否定している[138][139][140]。
- 赤田祐一 - 高校時代に「迷宮」の会合に参加。太田出版『Quick Japan』創刊編集長を経て、有限会社エディトリアル・デパートメント『Spectator』編集部員。初期コミックマーケット関係者を取材したルポルタージュ連載「コミックマーケット創成期と同人誌」（ばるぼらとの共著）を『アイデア』（誠文堂新光社）に連載した[141]。
- 石川妙子 - 式城京太郎の妻。日本漫画大会参加者拒否事件の当事者。1987年没。
- 伊能正明
- 井上建一
- 太田隆
- 川本耕次 - 『漫画新批評大系』の三流劇画特集「三流劇画ミニマップ」を「全国三流劇画共闘会議」名義で手がける。その後、みのり書房『月刊Peke』編集長、アリス出版『少女アリス』編集長を経て『ロリコン大全集』（群雄社出版）を企画編集。群雄社倒産後はフリーで『ロリコンHOUSE』（三和出版）の監修を務めた。編集者時代は吾妻ひでおの担当編集者として数々の重要な作品に携わり、米沢嘉博や青葉伊賀丸と共に三流劇画ブーム〜ニューウェーブ〜ロリコンブームを牽引した。2022年没。
- 久地岡明
- 佐川俊彦 - サン出版『JUNE』創刊者・編集長。コミックマーケット準備会の命名者であり[142]、C1にチャンネルゼロ工房の東京支店長としてサークル参加した。のちに京都精華大学マンガ学部准教授。
- さべあのま - 『漫画新批評大系』表紙や初期コミケのポスター、開場時の受付スタッフをボランティアとして手がける。
- 鈴木哲也 - 同人サークル「MOB」代表。C1の公式ポスターを製作した[143]。
- 出口弘 - 最初期のコミックマーケットにかかわる。のちに千葉商科大学大学院商学研究科教授。
- 橋本高明 - 三流劇画誌『劇画アリス』（アリス出版）を米沢嘉博と共に「迷宮」として編集。その後、ロリータ小説家の青葉伊賀丸としてロリコンブームを牽引した。現在は消息不明[135]。
- 長谷川秀樹 - 亜庭と共に迷宮主催の同人誌即売会「MGM」の運営に携わる。2018年没。
- 堀内満里子 - 老舗創作同人サークル「楽書館」メンバー。C1から参加しており[144]、亜庭・原田が不在時の「迷宮」スペースを40年近く守り続けている[109]。
- 水野流転  - 楽書館の主宰者。2023年没。
- 壬生頼之 - 同人誌即売会「MGM2」初代代表。1980年代以降の「迷宮」を長谷川とともに支えた。
- 村上知彦 - 独立系出版社「株式会社チャンネルゼロ」創設メンバー。
- 安田かや - C2から参加している最古参スタッフ。のちに有限会社コミケット代表取締役、C71よりコミックマーケット準備会共同代表。
- 米沢英子（板野英子） - 米沢嘉博の妻。
- Calci/Dr.P - C5から参加している最古参スタッフ[145]。のちにコミックマーケット準備会救護室担当。初期コミックマーケットや迷宮関係者の貴重な写真を多数撮影した[146][147]。

## 『漫画新批評大系』目次総覧
亜庭じゅんが編集・発行を行っていた、迷宮の機関誌『漫画新批評大系』は、1975年夏から1981年末までの間に15号まで刊行された。刊行は3期に分かれている。第3期の開始時点では、同人誌から脱皮して全国誌・総合誌への進展も視野に入れていたが、状況の変化により、その企図は叶わず15号での休刊となった。
下記リストでは『漫画新批評大系』本誌の他に、単行本として発刊された『漫画新批評大系叢書』も加え、目次総覧とした。
創刊準備号（通巻1号）1975年7月26日発行／頒布＝第4回日本漫画大会
B5判／80P／ジアゾ式青焼コピー／定価300円
折り込みピンナップ（Backy Arrow）
運動宣言（迷宮'75）
特集／萩尾望都 プチア・ラ・カルト
パロディ／猟奇ロマンシリーズ・ポルの一族──ほるか、する一族によせて・前編（Backy Arrow）
萩尾望都の世界──ただ憧れを知るもののみ…（亜庭じゅん）
パロディ／やさしいお料理教室 萩尾望都の作り方
黄昏どきの大騒ぎ──山上たつひこ戯作者への道（高宮成河）
書評／戦後マンガ史ノート（J・A）
パロディ／まんがの無視1（企画／MTP制作／関西臭英社）
パロディ／ブーン業ドキュメント―色条プロ'84（竹中・シナロー）
連載／マニア運動体論・序説（迷宮'75）
表紙イラスト／Backy Arrow
編集・発行／迷宮'75
第1期 第1号（通巻2号）1975年11月28日発行／頒布＝コミックマーケット1
B5判／86P／ジアゾ式青焼コピー／定価350円
折り込みピンナップ──もーさまぬりえ
特集／水野英子 NORETURN?（亜庭・米沢・山本）
星と神話と…
ハニーハニーの孤独な冒険
ファイヤーへの軌跡
ファイヤー?
萩尾望都の世界・後編──ただ憧れを知るもののみ…（亜庭じゅん）
パロディ／猟奇ロマンシリーズ・ポルの一族──ほるか、する一族によせて・後編（Backy Arrow）
ファンダム情報1
風のうわさ話1（イーダ・コロコロ）
読者欄／アリアドネの糸
連載／マニア運動体論（迷宮'75）
第一章・転機にたつコンベンション
表紙イラスト／高橋祐子
編集・発行／迷宮'75
第1期 第2号（通巻3号）1975年12月20日発行／頒布＝コミックマーケット1
B5判／68P／ジアゾ式青焼コピー／定価300円
折り込みピンナップ
特集／パロディの地平から
パロディの地平から（かみしま永）
パロディ／ウルフグァイからの手紙（樹緑みのり）
パロディ／ベルサイユの赤いバラ（Backy Arrow）
パロディ／NO!バイドくん（いしいでこいち）
真っ白なSF──藤子不二雄小論（相田洋）
オスカル・フランソワ、お前は誰だ
分析「ベルサイユのばら」舞台と原作の間（亜庭じゅん）
時評／少女マンガは陽の目を見たか?（かがみばらひとみ）
パロディ／ポルの一族・完結編（Backy Allow）
ファンダム情報2
読者欄／アリアドネの糸
連載第二回／マニア運動体論（迷宮'75）
第一章／転機にたつコンベンション（続）
第二章／虚妄の中のマンガ・ファンジン
表紙イラスト／Backy Arrow
編集・発行／迷宮'75
第1期第3・4号（通巻4号）1976年7月25日発行／頒布＝コミックマーケット3
B5判／146P／オフセット／定価400円
綴じ込みピンナップ（高宮成河）
特集／少年マンガエレジー
総論・夢の墓標に花束を（葉月了）
少年論・夢の少年王国（相田洋）
想像力論・少年達は死んだ（神島永）
ヒロイズム論・出口なきヒロイズム（羽総田牢）
エッセイ かくして七色仮面は消えた（式城京太郎）
作家研究／大島弓子
透明な流れから…（夏樹映）
ペンペン草アルカディア（ばるぼらはこべ）
優雅にして感傷的なラ・ファルス（亜庭じゅん）
パロディ／サメの音がきこえる（きみどりみのり）
異形の暗闇 水木しげる論（相田洋）
樹村みのり論のためのノートⅠ（亜庭じゅん）
コミックマーケット・一本の糸（原田央男）
書評／ガラス玉（K・H）／月夜のバイオリン（OR）
時評／祝・“火の鳥”出版!／文庫大革命?（Y）
パロディ／真説・宇宙戦艦ヤマト（吉田あかり）
パロディ／ポルの一族 その4（Backy Allow）
ファンダム情報3
小特集／アリアドネの糸
連載第三回／マニア運動体論（迷宮'76）
第二章／虚妄の中のマンガ・ファンジン
表紙イラスト／高橋祐子
編集・発行／迷宮'76
第1期 第4・5号（通巻5号）1976年12月1日発行／頒布＝コミックマーケット4
B5判／110P／オフセット／定価400円
綴じ込みピンナップ（オレンスジャック）
特集／少女マンガの光と影と
序論―少女幻想の時代（かがみばらひとみ）
少女マンガにおける少年愛の系譜（魔月千沙）
少女マンガのロック・スリップ（伊集院乱丸）
変調・矢代まさこ論（渡辺ふゆ）
セブンティーン讃歌!（かくぼさえこ）
密室のナルシズム（夏樹映）
おいしい恋ぐすり―陸奥A子を中心に（奈加久礼）
ときめき―千明初美小論（鎧沢美音）
岡田史子の神話（パースペクテブ・フーミン）
樹村みのり論のためのノートⅡ（亜庭じゅん）
ユートピアの変遷 水木しげる論（相田洋）
パロディ／11人?いた!（Backy Allow）
ファンダム情報4
連載第四回／マニア運動体論（迷宮'76）
第二章／虚妄の中のマンガ・ファンジン（続）
第三章／サークルから読者へ
表紙イラスト／高橋祐子
編集・発行／迷宮'76
第1期 第6号（通巻6号）1977年4月10日発行／頒布＝コミックマーケット5
B5判／124P／オフセット／定価400円
綴じ込みピンナップ（オレンスジャック）
特集／チェックメイトCOM
朝の光の中でいましばらくの睡みを貪るための方法論 その序説（亜庭じゅん）
火の鳥はとんだか（相田洋）
旅立ちは蒼ざめた季節より（夢路生真孤吐＝長谷川秀樹）
Oの悲劇（Aniwa Junne）
グラコン版・あの人は今（迷宮'77）
結論 チェックメイトCOM（A.J）
作家研究／竹宮恵子
聖少年論（四集院欄）
愛留巣の場―アルスノヴァー（菊池圭）
出会いはいつも驚きーSFにふれてー（奈加久礼）
迷宮ゲーム―竹宮恵子を探すこころみ（かがみばらひとみ）
パロディ／風と木の逆襲!（迷宮恵子&マランキライザープロ）
まんがなんて知らないよ―もうひとつの亜庭じゅん批判!（ま）
新批評大系第一期総括に替えて（A・J）
連載第五回／マニア運動体論 第一部 最終回（迷宮'77）
表紙イラスト／高橋祐子
編集・発行／迷宮'77
第2期 第0号（増刊号）1977年7月31日発行／頒布＝コミックマーケット6
B6判／38P／オフセット／定価100円
第二期の始まりに向けて
第二期の内容紹介
新連載予告―戦後少女まんがの流れ 序章
緊急エッセイ／石子順造氏逝く!!
コラム／アニメ百景
コラム／SF三流劇画だって!
巷の情報（きみどりみどり）
パロディ／恐怖新聞・日曜版（うのだ痔ろう）
日本マンガ・ファン縦断・番外編
乾いた世紀末森川久美小論（かがみばらひとみ）
表紙イラスト／石川妙子
編集・発行／迷宮'77
第2期 第1号（通巻7号）1977年12月31日発行／頒布＝コミックマーケット7
特集／SFとマンガと
B5判／116P／オフセット／定価450円
SFマンガの転末（相田洋）
石森SF論syoの道（楡島優）
私の異常な愛情（王田離融）
宇宙の爆発!（葉月了）
倉田江美アトランダム（妙見ルカ）
三流劇画ミニマップ・前編（全国三流劇画共闘会議）
書評／「手塚治虫の奇妙な世界」の奇妙な世界（Y）
書評／「雨」（A・J）
書評／「月刊ペン」（現代マンガその表現をめぐって）をめぐって
時評／マンガ館でつかまえて（y・y）
巻の情報（よりどりみどり）
パロディ／地球へ…（美堂龍馬&マランキライザープロ）
パロディ／ March Fool 1（March House）
連載／戦後少女マンガの流れ（戦後少女マンガ史研究会）
第一回／少女マンガ幼年期の始まり
小論／リボンの騎士（片桐学）
表紙イラスト／さべあのま
編集・発行／迷宮'77
第2期 第2号（通巻8号）1978年4月1日発行／頒布＝コミックマーケット8
B5判／128P／オフセット／定価450円
特集／はみだしっ子 in 4D
はみだしっ子 in 4D
総括その1・三原順、その世界
総括その2・はみだしっ子ファンルーム
断片・一ノ関圭（有川優）
屈折果つるとき―槇村さとる論（伊集院乱丸）
マンガにおけるグロテスク・肉体の光と闇（相田洋）
パロディ／もいちど ホルスの大冒険（Backy Arrow）
三流劇画ミニマップ Part2（全国三流劇画共闘会議）
知られざる作家たちの苦吟のうちの情熱を知れ! 清水おさむ／吉田英一直撃インタビュー
書評／マンガ批評あれこれ（つかみどり）
まんがじーざすくらいすと（たむろ未知）
巷の情報 （よりどりみどり）
パロディ／ March Fool 2 （March House）
連載／戦後少女マンガの流れ（戦後少女マンガ史研究会）
第二回／密室の構築 月刊誌の時代 S32～33年
石森章太郎の少女マンガ（山崎昇）
すぎし夢のあと―わたなべまさこ&牧美也子（夏樹映）
表紙イラスト／さべあのま
編集・発行／迷宮'78
第2期 第3号（通巻9号）1978年7月29日発行／頒布＝コミックマーケット9
B5判／140P／オフセット／定価450円
特集／まんが同人誌'78
まんが同人誌の現況―コミケットを中心に（相田洋）
日本マンガファン縦断幻視の同人誌
インタビューまんがサークル（相田洋・高宮成河・亜庭じゅん）
同人誌病患者の告白（患者No.6）
同人誌作家論の試み（葉月了・伊集院乱丸・むろうまこと）
同人誌作家紹介・ドラゴン・ドラゴン（柴門ふみ）
作家研究／樹村みのり
樹村みのり作品史と状況（かがみばらひとみ）
初期作品紹介・ピクニック／ふたりだけの空／エッちゃんのさくら貝／こわれた時計／あした輝く星
伸びてゆくもの樹村みのり論ノート断章（亜庭じゅん）
叙情の変革―大島弓子から真崎守ヘ―（村上知彦）
溶解するオブジェ・諸星大二郎小論（相田洋）
ガラスの少女・山田ミネコ小論（楡島優）
まんが／終末（Backy Arrow）
巷の情報（よりどりみどり）
パロディ／March Fool 3 （March House）
連載／戦後少女マンガの流れ（戦後少女マンガ史研究会）
第三回／貸本少女マンガの盛衰
「ようこ」たちの世界・作家論〈矢代まさこ〉（有川優）
表紙イラスト／さべあのま
編集・発行／迷宮'78
第2期 第4号（通巻10号）1978年12月17日初版発行／1979年4月8日改訂版発行／頒布＝コミックマーケット10&11
B5判／148P／オフセット／定価450円
特集／総括・花の24年組―午前1時のシンデレラたち
木原敏江に愛をこめて（中島梓）
総論・薔薇の魔法陣（亜庭じゅん）
特別インタビュー・寄稿（増山法恵）
メリーベルよ、帰れ（かみしま永）
ガラス細工の肉塊肉体と狂気!恐怖のアンバランスゾーン（相田洋）
天使の階段―山本鈴美香小論（亜庭じゅん）
出ていった人 入ってきた人樹村みのりと大島弓子（有川優）
大島弓子・夢の中の日常（村上知彦）
海を前に少女は冒険を志す（高取英）
24年組の色香に誘われて（伊集院乱丸）
眼窩の闇の中に青年まんがの後退線（高宮成河）
時評／まんが戦線異状あり（つかみどり）
巷の情報（よりどりみどり）
パロディ／キャプテン・ハードロック（松本十二時&零友会）
パロディ／March Fool 4／5（舘弥生／March House）
連載／戦後少女マンガの流れ（戦後少女マンガ史研究会）
第四回／週刊誌時代の幕開き!!
表紙イラスト／さべあのま
編集・発行／迷宮'78
第2期 第5号（通巻11号）1979年7月26日発行／頒布＝コミックマーケット12
B5判／124P／オフセット／定価450円
創作特集 同人誌作家の新地平
同人誌作家の新地平（亜庭じゅん）
おすわりあそべ（高野文子）
夢織人（朔原萌）
青い国四国（柴門ふみ）
小特集／斬る!!
少女まんがを斬る!!（有川優）
ジョージ秋山を斬る!!（愚弄魔事）
西岸良平を斬る!!（愚弄魔事）
小池一夫を斬る!!（川本耕次）
石森章太郎を斬る!!（妙見ルカ）
才谷遼を斬る!!（村上知彦）
まんが批評を斬る!!（Dirty Birdy）
翔んだカップルを斬る!!（式城京太郎）
出版社・取次を斬る!!（竜堂寺しずか）
日本マンガファン縦断―世界への扉を開くブローカー
インタビューその5／まんがはうす（高宮成河）
敵の輪郭―男組完結記念（高宮成河）
高橋亮子論草稿―その見えない道の在りか（亜庭じゅん）
パロディ／March Fool 6 （March House Ⅱ）
連載／戦後少女マンガの流れ（戦後少女マンガ史研究会）
第五回／『りぼんコミック』と萩尾望都ショック
表紙イラスト／さべあのま
編集・発行／迷宮'79
第3期 第1号（通巻12号）1979年12月23日発行／頒布＝コミックマーケット13
B5判／120Pオフセット／定価450円
特集／NEW・COMIC
NEW・COMIC戦略教程（亜庭じゅん）
誰が鵞鳥を殺したか?―ダディ・グース―（村上知彦）
未完の神話―大友克洋―（高宮成河）
最低人は神である!―いしいひさいち―（葉月了）
お楽しみのパースペクティブ―ひさうちみちお―（小谷哲）
ホモまんが熱烈歓迎!の底流（未知数）
近ごろ気になるまんがたち
同人誌「絵魔」の世界（室生真）
鉄腕アトム年代記1（太田隆）
連載まんが／Three Way St.（たむろ未知）
表紙イラスト／さべあのま
編集・発行／迷宮'80
第3期 第2号（通巻13号）1980年5月11日発行／頒布＝コミックマーケット14
B5判／120P／オフセット／定価450円
特集／パワーストーリー
物語無限への途（亜庭じゅん）
頂上の虚無―男一匹ガキ大将（高宮成河）
斗いの神話構造―永井豪論（相田洋）
「イブ」が総て―青池保子の反物語世界（亜庭じゅん）
愛しのキース・エマーソン（プリズナー・ロック）
迷宮通信
迷宮緊急アピール／夢の明日・明日の夢（迷宮'80）
室生真の同人誌評
時評まがい／「カインの海辺」はやっぱりすごいのだ!!（亜庭じゅん）
湘南フラワーシティ通信1（有川優）
三流劇画の行末
大快楽マントラスーパー（小谷哲）
漫画エロジェニカ編集の原点（高取英）
貴族主義者の栄光―名香智子論Part1（伊集院乱丸）
パロディ／March Fool 7 （March House）
鉄腕アトム年代記2 （太田隆）
書評／戦後少女漫画史 （射手駒勢）
連載まんが／Three Way St.（たむろ未知）
読者から迷宮へ／「男組」と「ファラオの墓」
表紙イラスト／さべあのま
編集・発行／迷宮'80
第3期 第3号（通巻14号）1980年12月31日発行／頒布＝コミックマーケット17
B5判／112P／オフセット／定価500円
ルポ特集／新雑誌は何を考えているのか?
10雑誌直撃インタビュー（ヤングジャンプ／プチフラワー／ギャルズコミック／ビッグゴールド／アクションDX／カスタムコミック／リュウ／トム／ポップコーン／少年少女SFマンガ大全集 各編集部）
対談・漫金超vsマンガ奇想天外
総括・新雑誌 成長の限界?（A・J）
特集／スクリーンへ!
手塚マンガにおける映画的手法（竹内オサム）
無節操な日和見（式城京太郎）
闇を知らないアニメーション（葉月了）
映画はまんがに嫉妬する（村上知彦）
70年代のまんが原作映画作品リスト（村上知彦編）
森川久美―魔都物語―（亜庭じゅん）
同人誌紹介／批評誌・情報誌が活発になってきた
パロディ／Back To March Fool（March House）
書評／まんがは世界三段跳び（亜庭じゅん）
書評／この本を推す! 私、プロレスの味方です
連載まんが／Three Way St.（たむろ未知）
まんが・ミニ・マーケットPR
読者から迷宮へ／道化の目―森川久美小論（丸山麻紀）／『斗いの神話構造』への疑問（大塚えいじ）／すべて語り得ることは明らかに語りうる、そして、語りえぬことについては、沈黙しなければならない。（都河泰久）
表紙イラスト／高橋祐子
編集・発行／迷宮'80
第3期 第4号（通巻15号）1981年12月20日発行／頒布＝コミックマーケット19
A5判／140P／オフセット／定価400円
小特集／気分はもう戦争!
『気分はもう戦争』はこう読め!（村上知彦）
肯定の闇から峻別の?（南端利晴）
世界同時革命とロリコン（亜庭じゅん）
書評／叛逆伝説
きらめくブリッジパッセージ―くらもちふさこ―（亜庭じゅん）
自閉空洞説―高野文子（妙見ルカ）
水野流転研究（壬生頼之）
記憶にないもの（有川優）
まんがをめぐる言葉をめぐって（亜庭じゅん）
時評／70年代の残り火が消えて
読者から迷宮へ／樹村みのり「窓辺の人」について（斉藤信行）／評論の扱いと評論という分野（次元）について（池田真一）
まんが／ツーレにて（間宮レイ）
アピール／コミケット・クーデター事件について（亜庭じゅん）
表紙イラスト／高橋祐子
編集・発行／迷宮'81
亜庭じゅん大全 A LONG LONG STORY（通巻16号）2011年12月31日発行／頒布＝コミックマーケット81&MGM98
A5判上製／本文832頁／定価2000円
序に替えて──亜庭じゅんについて（迷宮'11）
第一部 まんがをめぐる言葉・よむこととかくこと
少女マンガのあしたはどっちだ もしくはオハナ畑の遺産相続人
萩尾望都の世界 ──ただ憧れを知るもののみ
萩尾望都の世界 後編 ──ただ憧れを知るもののみ
書評 戦後マンガ史ノート（石子順造著・紀伊國屋書店刊）
水野英子 NO RETURN?
オスカル・フランソワ、お前は誰だ! ─分析「ベルサイユのばら」舞台と原作の間
少女マンガは陽の目を見たか? ──マスコミ少女マンガ論への一視点
人形たちへの扉 岡元敦子断章
モーさま・クライスト・スーパー・スター! ──萩尾望都、祭壇への宿命
軽やかな未来 ──萩尾望都とコメディ
少年マンガエレジー 夢の墓標に花束を
少年マンガエレジー 出口なきヒロイズム
優雅にして感傷的なラ・ファルス
書評 ガラス玉（岡田史子・朝日ソノラマ）
書評 月夜のバイオリン（萩尾望都・オリオン出版）
樹村みのり論のためのノート その1
樹村みのり論のためのノート その2
少女マンガの光と影 ─序論─ 少女幻想の時代
少女マンガの光と影 ─千明初美論
Oの悲劇 ──岡田史子メモワール── COM実験マンガに寄せて
結論 チェックメイトCOM ─街にチェシャ猫を解き放て─
新批評体系第一期総括に替えて もしくは“アリアドネの糸”変形
乾いた世紀末 ─森川久美小論─
新連載予告 戦後少女まんがの流れ
書評 雨（樹村みのり・朝日ソノラマ）
書評 マンガ批評あれこれ
はみだしっ子 in 4D
樹村みのり 作品史と状況
伸びてゆくもの ─樹村みのり論ノート 断章─
まんが同人誌'78 同人誌作家論の試み
闇討時評・斬捨御免
書評 中島梓の手塚治虫論
総括・花の24年組 総論 薔薇の魔法陣
総括・花の24年組 天使の階段 山本鈴美香総論
まんが戦線、異常あり!?
菜の花畑でつかまえて ──少女マンガのモブシーン'79
高橋亮子論草稿 ──その見えない道の在りか
まんが批評を斬る!!
NEW・COMIC戦略教程 ──全世界ローラー作戦の開始に向けて
最底人は神である!
菜の花畑へ行く道
コミックスレビュー 少女まんが1
物語無限への途──
「イブ」が全て ─青池保子の反物語世界─
時評まがい 「カインの岸辺」はやっぱりすごいのだ
コミックスレビュー 少女まんが2
新雑誌は何を考えているのか?
この本を推す「私、プロレスの味方です」（村松友視・情報センター出版局）
時評まがい「マンガは世界三段跳び」（飯田耕一郎／有川優／亀和田武・本の雑誌社）
森川久美 魔都物語
闇を知らないアニメーション
80年最高のまんがはスター・ウォーズだ!
コミックスレビュー 少女まんが3
コミックスレビュー 少女まんが4
70年代の残り火が消えて…
きらめくブリッジパッセージ
世界同時革命とロリコン
自閉空洞説 もしくは高野文子をクスリとも笑わせないための敵前逃亡
書評 叛逆伝説（政岡としや／宮田雪・オハヨー出版）
まんがをめぐる言葉をめぐって
対談 亜庭じゅん×高取英
コミックスレビュー 少女まんが5
1960年代、石森章太郎の挑戦
樹村、岡田、萩尾 ──少女漫画の流れを大きく変えた『COM』の三人
亜庭じゅん、お前は誰だ? Qui êtes-vous, Junne Aniwa?（村上知彦）
第二部 ファンダムの幻・同人誌の夢
マニア運動体論・序説 ──方法の問題── マニアに未来はあるか!?
マニア運動体論 第一回
マニア運動体論 第二回
マニア運動体論 第三回
マニア運動体論 第四回
マニア運動体論 第一部 最終回
朝の光の中でいましばらくの睡みを貪るための方法論 その序説
まんが同人誌'78
千明初美さんの原画展に行ってきました
同人誌作家の新地平
夢の明日・明日の夢 ─迷宮緊急アピール─
ミニ・マーケットは、こんなことを考えています…!
ミニ・マーケット1総括!
斜説 MGM改称由来記
SHASETSU
コミケットレポート
あの亜庭じゅんがMGMを語る
コミケット異変!!
“いのり”をどうしても紹介したいので……
名古屋は燃えている
コミケット・クーデター事件について・アピール
しゃせつ ヤバイ時代に
火野妖子友の会発足・祝辞
SHASETSU! 即売会におけるモラルとは何か?
即売会って何なのサ!?
しゃせつ 即売会の後継者
SHASETSU
コミカの終了は同人誌即売会の衰退の予兆となるのだろうか?
MGM10 MEMORY 挨拶
REPORT of MGM11!
まんがせえる5 REPORT
SHASETSU! あなたのモラルは200円!!
SHASETSU 断乎!創作至上主義に開き直るカンネ!
SHASETSU 1983→1984、MGMにいまいち元気がない──!?
コミケットは趣味が不自由なのである
MGM16 ─FOR・LADY'S挨拶
書簡 亜庭じゅんからまんがせえるへ
しゃせつぅ
創作同人誌不況の時代に原点を問い直す!?
まんがせえる7レポート
MGM Q&A
MGM19 ─FOR・LADY'S・2 REPORT
MGM20 ─ADULT ONLY 挨拶
MGM20 ─ADULT ONLY REPORT
SHASETSU 気の滅入る話を──うだうだと……
SHASETSU 即売会のまわりが、どーにも生グサくなってきた…
SHASETSU……も書く元気がなくて
MGM25 ─IN・PERSON 挨拶
SHASETSU
SHASETSU〜代わりに ちょっと深刻なお便りを……
寄稿 まんがせえる ファイナルレポート
SHASETSU
敏感な読者を集め 挑発的な即売会を
LETTERS MGM新聞34号
みんなでうまくなろうやんけ!! 1
みんなでうまくなろうやんけ!! 2
みんなでうまくなろうやんけ!! 3
みんなでうまくなろうやんけ!! 4
MGM40 ─THE・GALLERY挨拶
ちょっと一言……不毛な言葉を
MGM50回記念 A・LONG・LONG・STORY挨拶
MGM60 挨拶
MGM63 ─OFFSET・OFF 挨拶
明石さんへ
即売会主催者アンケート
コミケ誕生打ち明け話
MGMに参加したこともないくせに…あるいは亜庭じゅんについて（原田央男）
第三部・付録
初期評論
投書 COM ぐら・こんロビー
薄明の現在
第一章 銀色の少女たち
第二章 失速するSF
第三章 エネルギーの奔流
漫画新批評大系全リスト
MGM開催全記録
まんが作品全リスト
後記（高宮成河）
編集・発行／迷宮'11（高宮成河／原田央男）
漫画新批評大系叢書 Vol.1 萩尾望都に愛をこめて 1976年4月3日発行／頒布＝コミックマーケット2
B5判／52P／オフセット／定価300円
評論
モーさま・クライスト・スーパースター ―萩尾望都、祭壇への宿命―（かがみばらひとみ）
球形のエデン─『11月のギムナジウム』・『トーマの心臓』（しもつきたかなか）
SFと萩尾望都（相田洋）
軽やかな未来―萩尾望都とコメディー（ド・マニア）
メロドラマの紡ぎ手たち―萩尾望都と大島弓子―（夏樹映）
アンコールレビュー／作品紹介
ケーキ・ケーキ・ケーキ
かたっぽのふるぐつ
WHAT IS 萩尾望都?／アンケート集計報告
パロディ巨編／ポルの一族・総集編 （Backy Arrow）
編集・発行／迷宮'76
編集代理人／かみしま永
漫画新批評大系叢書 Vol.2 ときめき 千明初美・未発表作品集 1977年1月1日発行／頒布＝コミックマーケット4
B5判／140P／オフセット／定価480円
作品
ひとりぼっちのユミール
ときめき
ケンタウロスの恋
雨の日曜日
若葉のささやき
作品紹介
雪の世の物語
ときめき
千明初美作品リスト
編集・発行／迷宮'77
漫画新批評大系叢書 Vol.3 シングル・ピジョン さべあのま作品集 1979年4月8日発行／頒布＝コミックマーケット11
A5判／162P／オフセット／定価500円
作品
星を売る少女
無題（ギャグ漫画）
おたんじょう日
海星紀行
ひとりぼっちのおはなし
伝言
通信 ネバーランドより
まっ白けな一日が過ぎてゆく
ものろうぐ
NOMA PROLOGUE（C2で頒布された個人誌の復刻）
エデンの園
正平くんの雑記帳
Ten Pence
解説
僕の星間物質運搬者（亜庭じゅん）
幼年期の終わりに向けて…（川本耕次）
さべあのま作品リスト
編集／川本耕次
発行／迷宮'79